# خوزه ماری (بازیکن فوتبال، زاده ۱۹۸۵)
خوزه ماری (انگلیسی: José Mari؛ زادهٔ ۱۹ سپتامبر ۱۹۸۵) بازیکن فوتبال اهل اسپانیا است.
از باشگاه‌هایی که در آن بازی کرده‌است می‌توان به باشگاه فوتبال مالاگا اشاره کرد.